# Ministère du Kosovo-et-Métochie
Le ministère du Kosovo-et-Métochie (en serbe : Министарство за Косово и Метохију, Ministarstvo za Kosovo i Metohiju) était le ministère du gouvernement de la Serbie responsable des questions relatives au Kosovo-et-Métochie.

## Histoire
Le ministère a été créé le 7 juillet 2008 et a repris les compétences du Centre de coordination pour le Kosovo-et-Métochie, dissous. Il a été aboli le 27 juillet 2012 après la création du Bureau du Kosovo-et-Métochie, tandis qu'un ministre sans portefeuille était chargé des questions relevant du ministère aboli.

## Liste des ministres
Parti politique :
- Parti démocrate de Serbie (DSS)
- Parti démocrate (DS)

| Nom (naissance-décès) | Nom (naissance-décès)      | Parti | Mandat         | Mandat          | Premier ministre (gouvernement) |
| --------------------- | -------------------------- | ----- | -------------- | --------------- | ------------------------------- |
|                       | Slobodan Samardžić (1953–) | DSS   | 15 mai 2007    | 7 juillet 2008  | Koštunica (II)                  |
|                       | Goran Bogdanović (1963–)   | DS    | 7 juillet 2008 | 27 juillet 2012 | Cvetković (I)                   |